# Котмеана (Арђеш)
Котмеана (рум. Cotmeana) насеље је у Румунији у округу Арђеш у општини Котмеана. Oпштина се налази на надморској висини од 418 m.

## Становништво
Према подацима из 2002. године у насељу је живело 2349 становника, од којих су сви румунске националности.

### Хронологија
| Година       | 1992 | 1993 | 1994 | 1995 | 1996 | 1997 | 1998 | 1999 | 2000 | 2001 | 2002 | 2003 | 2004 | 2005 | 2006 | 2007 | 2008 | 2009 | 2010 | 2011 | 2012 | 2013 | 2014 | 2015 | 2016 | 2017 |
| ------------ | ---- | ---- | ---- | ---- | ---- | ---- | ---- | ---- | ---- | ---- | ---- | ---- | ---- | ---- | ---- | ---- | ---- | ---- | ---- | ---- | ---- | ---- | ---- | ---- | ---- | ---- |
| Становништво | 2514 | 2452 | 2387 | 2354 | 2336 | 2286 | 2260 | 2202 | 2178 | 2147 | 2122 | 2109 | 2114 | 2092 | 2057 | 2041 | 2015 | 1986 | 1992 | 1985 | 1965 | 1970 | 1941 | 1911 | 1912 | 1883 |